# Eutheia linearis
Eutheia linearis är en skalbaggsart som beskrevs av Étienne Mulsant 1861. Eutheia linearis ingår i släktet Eutheia, och familjen glattbaggar. Arten är reproducerande i Sverige.